# Selbstenthüllung
Mit einer Selbstenthüllung (self-disclosure; auch Selbstöffnung, Selbstoffenbarung, Selbsteinbringung) teilt eine Person einem Gesprächspartner verbal eine persönliche Information mit, die diesem bisher unbekannt war. Sie enthüllt Gedanken, Gefühle, Erfahrungen oder Identitätsanteile. Sie erwartet in der Regel eine akzeptierende oder unterstützende Reaktion. Der Gesprächspartner kann durch Fragen oder Kommentare die Selbstenthüllung fördern. Es besteht andererseits das Risiko, dass er eine Enthüllung abwehrt oder dazu negativ Stellung nimmt.
Durch (wechselseitige) Selbstenthüllungen entwickeln sich in einer Beziehung in der Regel emotionale Nähe und Vertrauen. Sowohl das Bild der enthüllenden Person bei Gesprächspartnern (Fremdbild, public self) als auch ihr Selbstbild (Selbstkonzept, private self) werden durch Selbstenthüllungen beeinflusst. In verschiedenen Kontexten haben Selbstenthüllungen unterschiedliche Ziele bzw. Funktionen. Neue Wege der Selbstenthüllung bieten die sozialen Medien.

## Interaktives Modell der Selbstenthüllung
„Selbst-Enthüllung ist die zielgerichtete, vorwiegend verbale Kommunikation von persönlichen und vertraulichen Gedanken und Gefühlen“. Themenbereiche von Selbstenthüllungen im Alltag sind u. a.: Einstellungen und Meinungen, Vorlieben und Interessen, Ausbildung und Arbeit, Geld, die eigene Persönlichkeit, Körpererleben. Selbstenthüllung ist ein zwischenmenschlicher Prozess, der bei folgendem Ablauf ein positives Ergebnis erwarten lässt:
1. Eine Person (potentieller Sprecher) hatte ein positives oder negatives Erlebnis, ist mit einem Problem beschäftigt oder hat gegenüber einer anderen Person ein Anliegen.
2. Sie möchte sich gegenüber einem Gesprächspartner enthüllen, wobei sie eine positive Beantwortung erwartet.
3. Sie enthüllt sich gegenüber einer von ihr ausgewählten Person (Gesprächspartner, Hörer, Zielperson, Empfänger, Adressat, Publikum), mit der sie positive Beziehungs-Erfahrungen hat. Ggf. hat sie zunächst Andeutungen gemacht und die Aufnahmebereitschaft der Zielperson „getestet“.
4. Die mit der Enthüllung konfrontierte Gesprächspartnerin kann durch (direkte oder indirekte) Fragen oder Ermutigung die Selbstenthüllung fördern. Sie reagiert unterstützend.
5. Als unmittelbare Folge fühlt die Sprecherin sich akzeptiert und bestätigt. Wenn sie soziale Unterstützung erhält und ihre Problemsituation bewältigen kann, hat die Enthüllung langfristig ein positives Ergebnis.
6. Der Gesprächspartner antwortet häufig mit einer eigenen Selbstenthüllung (Reziprozität) und fühlt sich in der Beziehung zum Sprecher bestärkt. Auch für ihn kann eine Enthüllung langfristige Folgen haben, z. B. wenn die Beziehung sich positiv entwickelt oder wenn ihm ein Geheimnis anvertraut wird.

Bedeutung und Implikationen einer Enthüllung werden durch die Antwort des Hörers wesentlich mitbestimmt bzw. von Sprecher und Hörer ausgehandelt. – Bei jeder Selbstenthüllung besteht das Risiko, dass die Gesprächspartnerin mit Ablehnung oder Entwertung reagiert oder dass die Beziehung sich verschlechtert.
Im öffentlichen Raum, vom Soziologen Erving Goffman mit der Metapher „Vorderbühne“ bezeichnet, werden die Interaktionen der Beteiligten vorwiegend durch die jeweils eingenommenen Rollen bestimmt; hier unterliegen Selbstenthüllungen engen Normen und sind beschränkt. Die „Hinterbühne“ gehört zur Privat- bzw. Intimsphäre, in der Rollen und Normen deutlich weniger streng definiert sind (Ehepartnerin, Freund, Arbeitskollegin, Sportkamerad); die Kommunikationen sind freier, und Selbstenthüllungen sind die Regel.
In jeder Interaktion findet auch Selbstdarstellung (presentation of self; Selbstpräsentation; Impression-Management) statt. Diese umfasst verbale Äußerungen und nicht-verbale Kundgaben einer Person (Gestik, Statussymbole, Uniform usf.), mit denen sie bei Interaktionspartnern einen bestimmten Eindruck hervorruft sowie ihre Situations- und Rollen-Definition bekanntgibt. Selbstdarstellung und Selbstenthüllung verfolgen zwei übergeordnete Ziele: „Assertive Selbstdarstellung zielt darauf ab, von anderen Personen Vorteile oder Unterstützung zu erhalten.“ Bei der „defensiven Selbstdarstellung“ geht es einer Person darum, anderen Personen von sich ein Bild zu vermitteln und zu schützen, das mit dem eigenen Ideal-Selbst übereinstimmt. Selbstenthüllung und Selbstdarstellung überschneiden sich.
Nach dem Vier-Seiten-Modell der Kommunikation (F. Schulz von Thun) sind bei jeder Kommunikation vier Aspekte gegeben: Sachinhalt, Selbstoffenbarungsaspekt, Appell, Beziehung. Der Selbstoffenbarungsaspekt umfasst alles, was in einer Interaktion eine Person zusätzlich zum verbal geäußerten Sachinhalt von sich preisgibt, z. B. den Affekt, den sie mit der Sache verbindet. Selbstenthüllung ist demnach eine verbale Kommunikation, deren Sachinhalt auf die eigene Person bezogen ist. Verbale Selbstenthüllung und ihr Selbstoffenbarungsaspekt stimmen in der Regel überein. (Unbeabsichtigte) Diskrepanzen sind aber nicht selten.

## Funktionen von Selbstenthüllungen
Je nach Situation und Kontext der Interaktion hat eine Person bei einer Selbstenthüllung jeweils konkrete Intentionen bezüglich der Auswirkungen auf den Adressaten und der Rückwirkung auf sich selber.
(1) Selbstenthüllung in dauerhaften persönlichen Beziehungen. Zu Beginn und im Verlauf persönlicher Beziehungen, besonders in der Privatsphäre, tauschen die beteiligten Personen ständig Selbstenthüllungen aus. Es entstehen Vertrauen und emotionale Nähe, die durch Bewältigung gemeinsamer Aufgaben und Aktivitäten sowie durch fortlaufende Selbstenthüllungen aufrechterhalten werden. – Eine bedeutende Unterform von Selbstenthüllungen bilden Mitteilungen über positive persönliche Begebenheiten (capitalization).
(2) Selbstenthüllung zur Selbst-Validierung. Jeder Mensch hat das Bedürfnis von seinen/ ihren Handlungen, Erfahrungen, Gedanken, Gefühlen und Plänen zu sprechen; er/sie thematisiert sein/ihr Selbst. Bei bestätigender bzw. respektvoller Reaktion der Interaktionspartner erreicht die Person Klärung, Benennung und Bewertung ihrer Erlebnisse. Sie validiert ihr Selbstbild und konsolidiert sich emotional. Bei bedrückenden Gefühlszuständen wie Enttäuschung, Angst oder Wut kann eine Person durch Selbstenthüllung sich freisprechen und abreagieren (Katharsis).
(3) Selbstenthüllung zu Aufbau und Konsolidierung des öffentlichen Bildes. Jede Person hat Vorstellungen davon, welches Bild andere Personen von ihr haben bzw. haben sollten (Fremdbild, public self). Sie enthüllt selektiv persönliche Informationen, um gegenüber einem bestimmten Publikum (am Arbeitsplatz, in der Verwandtschaft, in der Gemeinde) den gewünschten Eindruck hervorzurufen. Sie ist um Reputation bemüht und versucht zu vermeiden, was zu einem negativen Bild führen könnte. Die Person erwartet, im Allgemeinen entsprechend diesem öffentlichen Bild behandelt zu werden.
(4) Selbstenthüllung der eigenen Rolle. Wenn zwei Personen unbekannt oder in einer neuen Situation zusammentreffen, geben beide eine (kurze) Selbstdarstellung, um eine gemeinsame Situations- und Aufgabendefinition zu erreichen, z. B. Arzt – Patient, Verkäufer – Kunde, Dozent – Lehrgangsteilnehmer. Sie präsentieren verbal und nichtverbal die eigene Rolle und drücken ihre Erwartungen an den/die Interaktionspartner aus.
(5) Selbstenthüllung von Identitätsanteilen. Mit der Selbstenthüllung eines bisher unbekannten Identitätsanteils (Stigma) kann eine Person das Bild, das Interaktionspartner und Bezugspersonen von ihr haben, bedeutsam verändern: z. B. ein mit Bestnote bestandenes Examen, ein schwerer Verkehrsunfall, „unpassende“ Herkunft. Häufig war die Verheimlichung dieses Identitätsanteils mit Einschränkungen verbunden. Ziel der Enthüllung ist, dass die Person das stigmatisierte Merkmal in die Beziehung einbringen kann und dass die Beziehung zur Zielperson tiefer wird.
(6) Selbstenthüllung einer Notlage. Eine Person kann Kooperation oder Unterstützung nur erhalten, wenn sie ihre Situation oder Notlage enthüllt und sie die Zielperson um Hilfeleistung bittet (Appell). Eine Person kann ärztliche Behandlung nur bekommen, wenn sie als Patient ihre Beschwerden enthüllt.
(7) Empfängerbezogene Selbstenthüllung. Eine Person gibt ihre Erfahrung und persönliches Erleben an eine bestimmte Zielperson weiter, um dieser bei einer Aufgabe oder einer Entscheidung zu helfen. Als Feedback enthüllt sie, wie das Verhalten der Zielperson auf sie wirkt (Aufrichtigkeit). Entscheidend ist, dass der Sprecher das öffentliche Bild der Zielperson und ihre Entscheidungsfreiheit respektiert.
(8) Mediale Selbstenthüllung. Viele Personen thematisieren und enthüllen sich in Interviews, in einer Autobiografie, in Memoiren, in Talkshows oder in digitalen sozialen Medien. Sie konstruieren dort ein öffentliches Bild von sich. Die Adressaten (Leser, Zuschauer, Nutzer) sind dem Sprecher, Schreiber oder Sender persönlich nicht bekannt und nicht anwesend. Von ihnen wird ein Interesse am Sender und seinen Selbstenthüllungen angenommen. Der Psychiater und Psychotherapeut Jürg Willi stellt zu Beginn seines Fachbuches „Wendepunkte im Lebenslauf“ seine „persönlichen [Lebens-]Erfahrungen als Motivation zu diesem Buch“ ausführlich dar; für ihn waren es „Lebensumstände und Liebes- bzw. Arbeitsbeziehungen“, die ihm „ein überaus glückliches und produktives Leben bis ins Alter ermöglichten“.
Interviews und Dokumentationen mit Zeitzeugen sowie mit Menschen mit Benachteiligung oder Behinderung enthalten Selbstenthüllungen und Zeugnisse. Die Betroffenen möchten Aufmerksamkeit für ihre Erfahrungen und Lebenswelten bei einem größeren Publikum und bei Gleichbetroffenen erreichen. Iris Galey (2015) enthüllt ihre Geschichte als Inzest-Überlebende.
In sozialen Netzwerken (Facebook u. a.) ist es ein häufiges Ziel der sich enthüllenden Personen, die Aufmerksamkeit einer Vielzahl von Zielpersonen zu gewinnen: „Wie kann ich mich so darstellen, dass Notiz von mir genommen wird?“

## Verhalten des Sprechers
Selbstenthüllungen gegenüber nahestehenden Personen, die von jungen Erwachsenen berichtet wurden, bezogen sich in hohem Ausmaß auf „geschmackliche Vorlieben und Interessen“, „Arbeit oder Ausbildung“ sowie „Einstellungen und Meinungen“, in geringem Ausmaß auf „Persönlichkeit“, „Geld“ und „Körpererleben“. Selten enthüllt werden neben den persönlichen finanziellen Verhältnissen auch Lügen und Gefühle wie Neid, Scham oder Eifersucht.
Menschen unterscheiden sich interindividuell in ihrer Tendenz, wie häufig und wie flexibel sie persönliche Informationen enthüllen. Personen mit hoher „Verletzlichkeitstoleranz“ zeigen mehr Selbstenthüllung. Sie verfügen über Ressourcen, evtl. negative Folgen ihrer Enthüllung zu bewältigen. Personen mit geringer „Verletzlichkeitstoleranz“ zeigen wenig Selbstenthüllung; sie vermeiden das Risiko einer negativen Reaktion, bekommen aber auch nicht den Nutzen der Selbstenthüllung, z. B. haben sie weniger Freunde. Schüchternheit führt zu geringerem Ausmaß von Selbstenthüllung. Einsame Personen schätzen ihre Interaktionsfertigkeiten negativ ein; sie vermeiden es, gegenüber anderen irgendetwas Persönliches über sich selbst zu enthüllen.
Selbstenthüllung hängt auch vom Bindungstyp ab (sicher; unsicher vermeidend; unsicher ambivalent). Sicher sowie ambivalent gebundene Personen zeigen ein höheres Ausmaß an Selbstenthüllung; sie mögen einen Interaktionspartner mit hoher Selbstenthüllung. Personen mit vermeidendem Bindungsstil unterlassen demgegenüber Selbstenthüllung und wünschen diese auch vom Gesprächspartner nicht.
Ein Sprecher „entwirft [durch seine Selbstdarstellung] eine Bestimmung seiner Situation“, und er stellt eine Art „moralischer Forderung“, von Interaktionspartnern so behandelt zu werden, „wie es Personen seiner Art erwarten dürften“. Er selber hat die „Verpflichtung“, sich dementsprechend zu verhalten.

## Verhalten des Hörers
Eine Selbstenthüllung führt beim Hörer in der Regel ebenfalls zu einer Selbstenthüllung. Dieser sog. Reziprozitäts-Effekt ist empirisch vielfach nachgewiesen. Ein Gesprächspartner erleichtert durch bisherige Diskretion sowie durch Zusicherung von Vertraulichkeit dem Sprecher eine Enthüllung (z. B. Arzt, Rechtsanwalt).
Oberflächliche, nicht-intime Selbstenthüllungen führen eher zu Reziprozität und werden eher erwidert als tiefgehende und intime Enthüllungen. Adressaten von mittelgradigen Selbstenthüllungen mögen den Sprecher (liking); bei sehr geringer bzw. sehr ausgeprägter Selbstenthüllung mögen sie ihn deutlich weniger (umgekehrt U-förmige Beziehung).
Interaktionspartner bemerken es in der Regel, wenn Selbstenthüllungen oder Verhaltensweisen im Widerspruch stehen zum bisherigen öffentlichen Bild eines Sprechers (s. o. „Selbstoffenbarungsaspekt“). Z.B. kommt eine Abteilungsleiterin am Morgen zu spät zu einem Meeting; sie enthüllt, dass sie für ihr erkranktes Vorschulkind die Betreuung organisieren musste. Der Partner in einer solchen Situation kann das Problem ansprechen, es akzeptieren, verharmlosen, schweigend übergehen oder den Sprecher zurückweisen.

## Nachteile und Vorteile von Selbstenthüllung
Eine Selbstenthüllung kann für eine gegebene Situation nicht passend sein; sie kann Umgangsformen, Normen oder den Erwartungen eines Interaktionspartners widersprechen; sie kann die Privatsphäre entblößen oder Scham auslösen; sie kann für Sprecherin oder/und Hörerin zu Benachteiligungen führen. Um negative Auswirkungen zu vermeiden, sprechen Menschen über viele persönliche Angelegenheiten nicht (s. a. Privacy paradox).
Als Nachteile für einen Sprecher können sich ergeben: Der Hörer ist an der Information desinteressiert; er übt Kritik, entzieht Ressourcen oder bestraft. Die Beziehung bricht ab. Ruf und Reputation des Sprechers verschlechtern sich. Bei zurückweisenden oder entwertenden Reaktionen können sich im Selbstkonzept des Sprechers negative Anteile entwickeln. Mögliche Nachteile für die Zielperson sind: Ein enthüllter Inhalt ist für sie unangenehm, belastend oder überfordernd (z. B. Trauma, Notlage, unsichtbare Behinderung). Sie fühlt sich zu einer Hilfeleistung verpflichtet. Sie fühlt sich angegriffen, entwertet oder verunsichert. Mögliche Nachteile für die Interaktion: Eine Interaktion wird ggf. beeinträchtigt durch persönliche Inhalte, die außerhalb der Rollen liegen, z. B. wenn eine Person am Arbeitsplatz zu ausführlich von Problemen ihres Kindes spricht.
Der spätere Autor S. Kahawatte (Film Mein Blind Date mit dem Leben) machte mit verheimlichter hochgradiger Sehbehinderung Abitur, eine Ausbildung zum Hotelfachmann und Karriere. Als er sich dann unter Enthüllung seiner Behinderung bewarb, fand er keinen geeigneten Arbeitgeber. Er hatte sich zur Aufgabe der Geheimhaltung entschlossen, weil diese für ihn unerträglich geworden war, und baute ein eigenes Unternehmen auf.
Ob der befürchtete Nachteil einer Selbstenthüllung tatsächlich eintreten wird, ist unsicher. Sowohl die Enthüllung als auch die Verheimlichung eines kritischen persönlichen Sachverhalts können positive oder/und negative Auswirkungen haben. Entscheidend ist es, einen „angemessenen“ Adressaten zu finden und ihn in einer passenden Situation anzusprechen. Wenn durch eine Selbstenthüllung ein Konflikt manifest wird, geht es darum, diesen zu bewältigen und unangemessener Kritik entgegenzutreten. Ignatius & Kokkonen kommen in ihrem Übersichtsartikel zu der Schlussfolgerung: „Geheimhaltung ist überwiegend schädlich für uns.“

## Selbstenthüllung in verschiedenen Kontexten

### Selbstenthüllung in nahen Beziehungen
Bei Beginn und Aufbau einer Liebesbeziehung spielen gegenseitige Selbstenthüllungen eine entscheidende Rolle, u. a. über Herkunft, Einstellungen sowie Wünsche an die Beziehung. Im Verlauf der Partnerschaft geht es um Lebensaufgaben, Ziele und Pläne und um deren Verwirklichung. Dazu sind ständige wechselseitige Selbstenthüllungen erforderlich.
Im Alltag einer Beziehung nimmt der Austausch über positive persönliche Begebenheiten großen Raum ein (capitalization). „Das Mitteilen positiver Erfahrungen erhöht nicht nur den positiven Affekt, der mit dem positiven Ereignis verbunden ist, sondern stärkt auch die Beziehung mit dem Interaktionspartner.“
Selbstenthüllung kann betrachtet werden als eine interpersonelle Strategie zur Emotionskontrolle von Paaren. In einer Tagebuch-Studie berichteten Teilnehmer in mehrjähriger Beziehung abends einen höheren „positiven Affekt“, wenn sie ihrem Partner ihr „positivstes Ereignis“ des Tages mitgeteilt hatten oder/und wenn sie von dem Partner dessen/deren „positivstes Ereignis“ erzählt bekommen hatten.
Je mehr langjährig verheiratete Personen sich gegenüber ihrem Ehepartner enthüllten über persönliche Sachverhalte wie „existenzielle Fragen“, „partnerschaftliche Vertrautheit“ und „Werte“, desto höher war ihre „eheliche Zufriedenheit“.
Demgegenüber hatten Enthüllungen und Gespräche über eheliche Probleme („marriage work“) bei Paaren mit jahrzehntelanger Ehedauer teilweise ungünstige Auswirkungen auf die „eheliche Zufriedenheit“.
Manche persönliche Information wird auch in einer nahen Beziehung verschwiegen. „So erwarten wir selbst in einer gut geführten Ehe, dass die Partner voreinander Geheimnisse haben, über finanzielle Fragen, vergangene Erfahrungen, gegenwärtige Seitensprünge.“ In engen Beziehungen werden Themen in gegenseitigem Einverständnis vermieden, z. B. bei Überforderung eines Partners oder bei unvereinbaren Überzeugungen. Personen in nahen Beziehungen erwarten aber nachdrücklich, dass ihre Partner ehrlich sind und sie nicht täuschen; dass sie die Sachverhalte enthüllen, die für die Beziehung Bedeutung haben.
Im Unterschied zu Goffman beobachtet der Soziologe Günter Burkart: Partnerschaftsbeziehungen waren früher in einer „ritualisierten Lebenswelt verankert“; sie haben sich daraus „gelöst und öffneten sich der reflexiven Problematisierung. Authentizitäts- und Aufrichtigkeitsansprüche, die nun in kurzer Zeit als zentrale Normen für Paarbeziehungen durchgesetzt wurden, erfordern ein hohes Maß an Selbstthematisierungskompetenz“. „Der Partnerschaftsdiskurs fordert […] eine Reihe von Eigenschaften wie Authentizität, Aufrichtigkeit, Offenheit, Gesprächsbereitschaft“. Die Ansprüche, sich dem Partner zu enthüllen, sind bedeutend gestiegen.

### Selbstenthüllung bei Notlage und Hilfsbedürftigkeit
Personen enthüllen eine Notlage, um sich auszusprechen (Validierung) und um soziale Unterstützung zu erhalten, z. B. bei Arbeitsplatzverlust, Trennung/ Scheidung, schwerer eigener Erkrankung oder von Angehörigem, Trauerfall.
Personen in einer Notlage sind oft beschämt. Bei Bekanntwerden ändert sich das öffentliche Bild (Fremdbild) der Betroffenen. Sie werden vom Publikum oft für unselbständig, inkompetent oder selbstverantwortlich gehalten. Sie unterlassen häufig eine Enthüllung oder Antragstellung, um das Bekanntwerden zu vermeiden. Z.B. verlässt eine Person, die ihre Arbeitsstelle verloren hat, weiterhin morgens ihre Wohnung in berufsbezogener Kleidung und kehrt erst abends zurück. Eine Person nimmt eher Hilfe an, wenn sie ihr Gesicht wahren kann: wenn sie einen Anspruch auf Hilfe geltend machen kann; wenn sie ihre Notlage äußeren Faktoren zuschreiben kann oder wenn sie erwartet, die Hilfe zurückgeben zu können (Reziprozitäts-Norm). Wenn eine Person eine Hilfeleistung erbittet und erhält, kann sie ihre Hilfsbedürftigkeit überwinden, woraufhin sich ihr öffentliches Bild wieder verbessert.
Nach einem Todesfall haben trauernde Hinterbliebene über längere Zeit das Bedürfnis, sich zu enthüllen, über den Verstorbenen und die Umstände des Sterbens zu sprechen. V. Kast spricht von der „Phase der aufbrechenden Emotionen“. Hier wirkt Selbstenthüllung erst in der vielmaligen Wiederholung. Es kann schwierig sein, Zuhörer zu finden. In einer Trauer-Selbsthilfegruppe oder bei einem Trauer-Café können Trauernde sich bei Gleich-Betroffenen enthüllen und aussprechen.

### Selbstenthüllung von Stigmata
Stigma ist ein in der Regel nicht sichtbares persönliches Merkmal oder ein Identitätsanteil, das bzw. der in einer definierten Öffentlichkeit oder Gruppe negativ bewertet wird, z. B. Opfer einer Gewalttat, sexuelle Orientierung, frühere Gefängnisstrafe.
Eine Enthüllung beeinflusst das öffentliche Bild der betroffenen Person, ändert bei Interaktionspartnern die Situationsdefinition und kann zu Diskriminierung, Benachteiligung oder Kontaktabbruch führen. Ein stigmatisiertes Merkmal kann schwerwiegendes Schamerleben auslösen.
Betroffene Personen sind „diskreditierbar“. Sie versuchen häufig, ihr Stigma geheim zu halten. Sie kontrollieren sich in Interaktionen ständig, um nicht versehentlich etwas Enthüllendes zu äußern. Sie erleben, dass uninformierte Gesprächspartner abfällig über Personen mit demselben Merkmal sprechen (z. B. Schwangerschaft). Wegen der Verheimlichung haben sie oft Schuldgefühle.
In nahen Beziehungen ist Selbstenthüllung unverzichtbar, denn nur „wenn Daten des realen Selbst anderen bekannt werden, wird eine Person die Akzeptierung durch einen Empfänger als gültige Antwort auf ihr reales Selbst ansehen“ können.
Eine Person kann ein unkorrektes Bild von sich zugelassen bzw. nicht korrigiert haben und daraufhin von einem Publikum akzeptiert worden sein. Wenn sie dann die korrekte Information enthüllt, ist sie mit zwei Risiken der Ablehnung konfrontiert: einerseits aufgrund der enthüllten Information, andererseits aufgrund der dann enthüllten Verheimlichung.
Der Schriftsteller Günter Grass war 1944 im Alter von 17 Jahren zur Waffen-SS eingezogen worden. Der Öffentlichkeit gegenüber enthüllte er dies im Alter von 78 Jahren in dem Werk Beim Häuten der Zwiebel (2006). Er wurde mit „zahlreichen, sowohl kritischen als auch milden Kommentaren“ bedacht.
Betroffene verwenden verschiedene „Techniken der Informationskontrolle“, z. B. sich nur gegenüber wenigen zuverlässigen oder gleichbetroffenen Personen enthüllen; „Täuschen“; sich freiwillig enthüllen. Weiterhin werden „Verbergen (concealing)“, „Andeuten (signaling)“ und „Aufdecken (revealing)“ beschrieben. Die wesentlichen Gründe für die Enthüllung eines bisher unbekannten Stigmas, d. h. gegen Geheimhaltung sind: die Unehrlichkeit in nahen Beziehungen aufgeben und sich uneingeschränkt einbringen können; die Anstrengungen für die Informationskontrolle beenden; die Gefahr einer Entblößung (Enthüllung durch Dritte) ausschließen.
Frauen, die einen oder mehrere sexuelle Angriffe erlitten und diese Ereignisse gegenüber mindestens einer Person enthüllt hatten, wurden befragt. Alle Teilnehmerinnen hatten von ihren Gesprächspartnern „positive Reaktionen“ erlebt, alle bis auf zwei zudem „negative Reaktionen“. Die Frauen, die die sexuellen Angriffe soweit verarbeitet hatten, dass sie nicht mehr unter Schamgefühlen litten, zeigten sich durch negative Reaktionen auf ihre Selbstenthüllung nicht belastet.
Für Überlebende von Traumata ist es hilfreich, wenn ihnen eine adäquate Offenlegung (Selbstenthüllung) der traumatischen Erfahrungen ermöglicht wird und wenn sie von Bezugspersonen und in der Öffentlichkeit Anerkennung und Wertschätzung erfahren, d. h. wenn ihr öffentliches Bild als Trauma-Überlebende positiv besetzt ist. Anhaltende negative Reaktionen von Bezugspersonen auf die Enthüllung einer Traumatisierung (z. B. Ausgrenzung oder Beschuldigung) führen häufig zur Entwicklung einer Posttraumatischen Belastungsstörung PTBS.
Bei einem Teil von Personen, die als Opfer von Verbrechen eine PTBS entwickelt hatten, wurden dysfunktionale Enthüllungstendenzen beobachtet: „Verschwiegenheit (resistance to tell)“, „Mitteilungsdrang (urge to talk)“ und „emotionale Reaktion beim Erzählen (emotional reactions during disclosure)“. Die beiden ersten Variablen sind voneinander statistisch unabhängig. Bei den Teilnehmern mit dysfunktionalen Enthüllungstendenzen war die Rückbildung der PTBS-Symptomatik erheblich verzögert. Patienten mit schwerer Hirnverletzung zeigten drei Monate nach dem Unfall (überwiegend Verkehrsunfall oder Sturz) eine stärkere Ausprägung der PTBS-Symptome, wenn sie eine Tendenz zu „dysfunktionalen Enthüllungen“ (s. o.) hatten. Die Symptomatik war zusätzlich dann erheblich stärker ausgeprägt, wenn auch die nächste Bezugsperson dysfunktionale Enthüllungstendenzen zeigte. Durch Interventionen zur Überwindung von dysfunktionaler Enthüllung kann möglicherweise der Krankheitsverlauf nach einem Trauma verbessert werden.
Schwangerschaft ist ein wesentlicher Teil der Identität einer Frau und ein mögliches Stigma, das zunächst nicht sichtbar ist. Schwangere Frauen in einem Arbeitsverhältnis entscheiden, ob, wann und wie sie sich am Arbeitsplatz enthüllen. Von einer Stichprobe berufstätiger Frauen, deren Schwangerschaft am Arbeitsplatz noch unbekannt war, erlebten 64 % dort eine oder mehrere „kurzzeitige Diskriminierungen“. Mit zunehmender „Sichtbarkeit“ der Schwangerschaft nahmen „verbergende“ Äußerungen ab und „aufdeckende“ zu.
Personen mit homosexueller Orientierung stehen vor der Entscheidung, ob und wie sie diese enthüllen gegenüber Angehörigen, Freunden, am Arbeitsplatz (äußeres Coming-out, auch Going public; s. Coming-out). Eine Juristin, die in einer lesbischen Beziehung lebte, enthüllte sich darüber in der Kanzlei ein halbes Jahr nach Stellenantritt und wurde in ihrer Identität voll akzeptiert. Ihr Vorgesetzter äußerte: „Geheimhaltung ist eine Form von Unehrlichkeit.“

### Selbstenthüllung in sozialen Medien
Viele Personen enthüllen sich mit verbalen Beiträgen und Fotos in sozialen Medien – auf Facebook, Twitter, Instagram, WhatsApp, YouTube, in Blogs u. a. Sie sind als Nutzer teilweise persönlich identifizierbar.
In psychologischen Untersuchungen wurden Selbstenthüllungen in Face-to-face-Gesprächen und in Computer-vermittelter Kommunikation verglichen.
Selbstenthüllung ist ein fester Bestandteil von Facebook-Profilen, Status updates und Kommentaren. Gemäß einer Befragung folgen Nutzer bei ihren Aktivitäten auf Facebook mehreren Motiven: (a) „Wunsch nach neuen Beziehungen“, (b) „Kompensieren von Einsamkeit“, (c) „Aufmerksamkeit bekommen“, (d) „Aufrechterhalten bestehender Beziehungen“ und (e) „Zeitvertreib“. Diese Motive sowie ihr „Selbstwertgefühl“ beeinflussen die Selbstenthüllungen der Nutzer bezüglich der Merkmale „Ehrlichkeit/ Richtigkeit“, „Absichtlichkeit“ und (positive) „Wertigkeit“.
Nutzer wurden befragt hinsichtlich ihrer Kommunikationen mit Freunden. Sie gaben für Face-to-face-Gespräche ein höheres Ausmaß an „Tiefe“ und „Breite“ der Selbstenthüllung an als für Computer-vermittelten Austausch. Bei jungen Erwachsenen haben Selbstenthüllungen im persönlichen Kontakt mehr „Umfang“, mehr „Breite“ und mehr „Tiefe“, aber weniger positive „Wertigkeit“ als die Selbstenthüllungen über den mobilen Messaging-Dienst. Ernsthafte und schwierige Themen werden eher im persönlichen Kontakt enthüllt.
In einer repräsentativen deutschen Bevölkerungs-Stichprobe lag die „Selbstoffenbarungsbereitschaft“ für offline-Einzelgespräche am höchsten, für offline-Gruppengespräche und online-Austausch deutlich niedriger. Das Ausmaß an „Emotionaler Unterstützung“ wurde in Face-to-face-Gesprächen am höchsten eingeschätzt, am niedrigsten für Kommunikation auf sozialen Netzwerken und dazwischenliegend für Kommunikation über Instant Messenger.
Junge Erwachsene, die sich in psychotherapeutischer Behandlung befanden und ein Facebook-Profil besaßen, gaben in einer Befragung an, in der Psychotherapie mehr persönliche Inhalte zu enthüllen als auf Facebook. Je mehr Persönliches sie in einer Therapie-Sitzung enthüllt hatten, umso höher war ihr Gefühl der „Erleichterung“. „Die Resultate legen nahe, dass mögliche Sorgen, Psychotherapie-Klienten nähmen Facebook als Ersatz für Psychotherapie-Enthüllung, wahrscheinlich nicht berechtigt sind.“
Bei Kommunikation auf sozialen Medien, z. B. durch ein Profil bei Facebook, können die Empfänger nicht ausgewählt werden und sind nicht persönlich anwesend, d. h. die Nachricht kann nicht auf bestimmte Adressaten ausgerichtet werden. Zum Schutz der Privatheit wird empfohlen, eine „Friend list“ einzurichten bzw. einer „Gruppe“ beizutreten.

## Interventionen zur Förderung von Selbstenthüllung
1. Psychotherapie und ärztliche Behandlung sind konzipiert als Interaktionen, in denen ein Klient oder Patient sich hinsichtlich seines Leidens und Erlebens unbeschränkt enthüllen kann und soll.[1] In der Klientenzentrierten Psychotherapie nach Carl Rogers wird der Klient vorrangig in seiner Selbstexploration unterstützt.
2. Expressives Schreiben nach J. Pennebaker (Expressive writing, auch experimental disclosure) bezeichnet eine Methode schriftlicher Selbstenthüllung. Teilnehmer mit gesundheitlichen Problemen oder Trauma-Anamnese verbessern sich hinsichtlich seelischer und körperlicher Gesundheit sowie des allgemeinen Funktionierens.[61][62]
3. Im „Zwiegespräch“ (M.L. Moeller) enthüllen sich Paare durch den „Austausch von Selbstporträts. […] Im Zwiegespräch zeige ich dem anderen, wie ich mich selbst gerade erlebe. Da bleibe ich mit meinem Schwerpunkt bei mir – und damit auch in der Beziehung.“[63]
4. Ich-Botschaften. Nach der „niederlagelosen“ Methode der Konfliktbewältigung (T. Gordon, s. Gordon-Modell) soll die Person, die ein Problem „besitzt“, dieses in einer „Ich-Botschaft“ enthüllen.[64]
5. Die Themenzentrierte Interaktion TZI (Ruth Cohn) ist eine Methode für die Zusammenarbeit in Arbeitsgruppen verschiedener Art. Der Selbstenthüllung der Teilnehmer wird Raum gegeben entsprechend dem Postulat „Störungen haben Vorrang“.[65]
6. Die Telefonseelsorge ist ein Gesprächsangebot für Menschen in Krisen- und Notsituationen mit dem Prinzip „Angebot: Sprechen hilft klären“, bei dem Ratsuchende und Telefonseelsorger anonym bleiben.[66]
7. In Selbsthilfegruppen kommen Menschen zusammen, die alle dieselbe Art von Problem oder Krankheit haben. Sie möchten von sich sprechen und sich über ihre Beschwerden und Bewältigungsanstrengungen enthüllen (z. B. Emotions Anonymous).
8. Internet-Psychotherapie sowie Beratungs- und Selbsthilfe-Angebote im Internet bieten vielfältige Möglichkeiten zu Selbstenthüllung (s. E-Mental-Health).
9. Wahrheits- und Versöhnungskommission in Südafrika. Die Täter, die während der Apartheid in Südafrika Verbrechen und politische Gewalt an Farbigen ausgeübt hatten, sollten diese Handlungen enthüllen; es wurde ihnen Straffreiheit in Aussicht gestellt. Von den rückhaltlosen öffentlichen Enthüllungen wurden Schritte zur Versöhnung erwartet.

## Theologische Bedeutung
In der Theologie, speziell der christlichen Theologie steht Selbstenthüllung für die Selbstoffenbarung Gottes gegenüber den Menschen: Durch die Offenbarung zeigt Gott sich selbst; im Neuen Testament erreicht die Selbstenthüllung Gottes ihren Höhepunkt durch die Menschwerdung Gottes in Jesus Christus, der spricht: „Wer mich sieht, der sieht den Vater“ (Johannes 14,9 ).